# Saison 2024 de l'équipe cycliste féminine Lidl-Trek
La saison 2024 de l'équipe cycliste féminine Lidl-Trek est la cinquième de la formation. Clara Copponi est la principale recrue et Tayler Wiles le principal départ de l'effectif.
Elisa Longo Borghini est la leader de l'équipe. Troisième du Circuit Het Nieuwsblad, puis deuxième des Strade Bianche, elle remporte le Tour des Flandres avec l'aide de Shirin van Anrooij. Elle gagne ensuite la Flèche brabançonne, puis se classe troisième de la Flèche wallonne, deuxième de Liège-Bastogne-Liège puis troisième du Tour d'Espagne. Elle est troisième du Tour de Suisse, puis remporte le championnat d'Italie sur route avant de s'adjuger pour la première fois le Tour d'Italie au terme d'un duel avec Lotte Kopecky qui ne se dénoue que dans la dernière montée de l'épreuve. Elle est troisième des championnats du monde sur route, avant de conclure sa saison par une victoire au Tour d'Émilie. Elisa Balsamo fait parler ses capacités au sprint en remportant deux étapes de la Setmana Ciclista Valenciana, le Trofeo Alfredo Binda-Comune di Cittiglio et la Classic Bruges-La Panne. Elle est deuxième de Paris-Roubaix. Elle est victime d'une chute dans les barrières au Tour de Burgos. Elle gagne une étape du Tour de Romandie, avant d'être deuxième des championnats d'Europe sur route. Ellen van Dijk est deuxième des championnats d'Europe du contre-la-montre. Shirin van Anrooij est deuxième d'À travers les Flandres puis troisième du Tour des Flandres. Gaia Realini est cinquième du Tour de France. Aux classements UCI et World Tour, Elisa Longo Borghini est troisième. Lidl-Trek est deuxième des deux classements par équipes.

## Préparation de la saison

### Partenaires et matériel de l'équipe

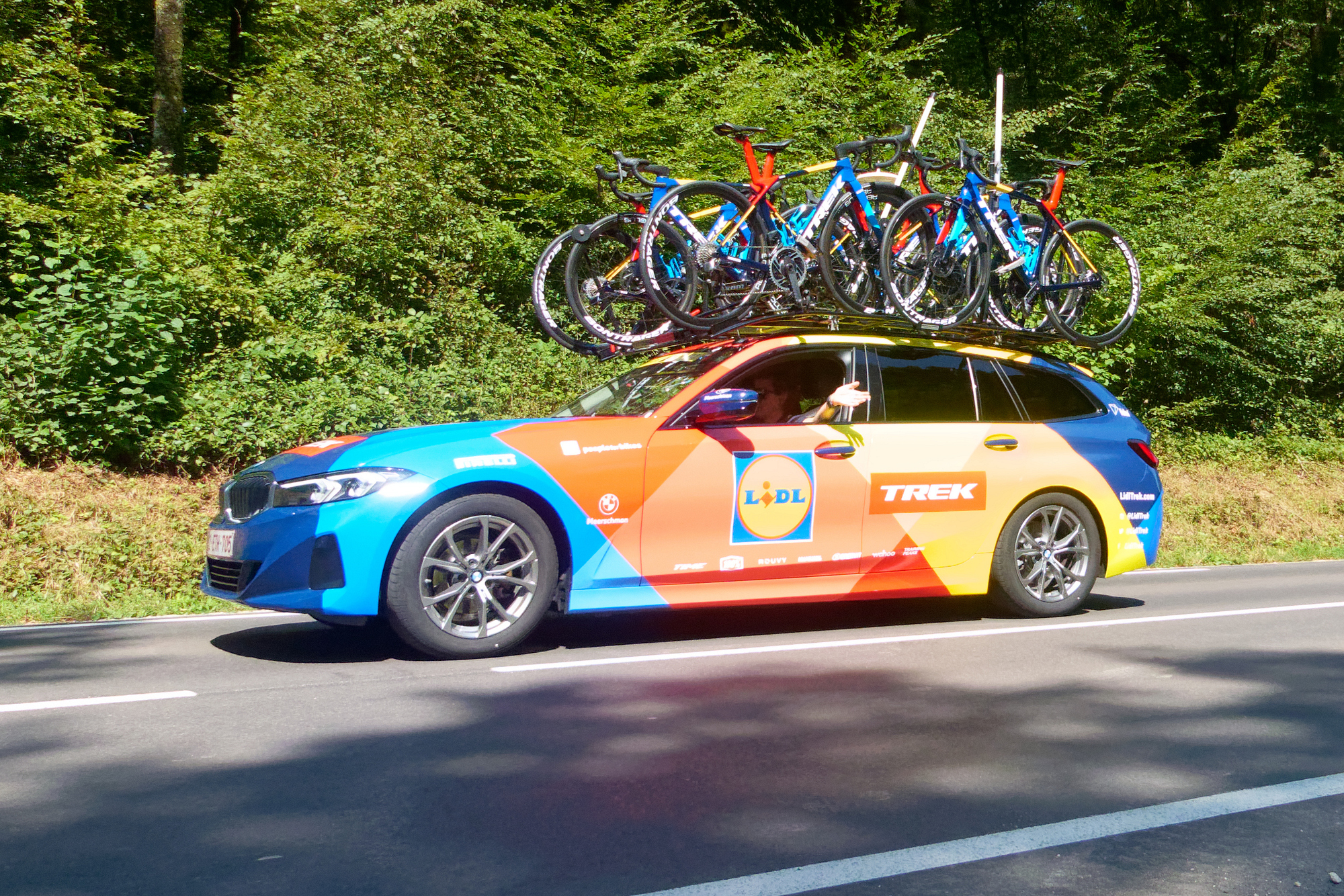
Voiture de l'équipe

Le fabricant de vélo Trek Bicycle Corporation est partenaire principal de l'équipe avec la marque de supermarché Lidl.

### Arrivées et départs
L'effectif est globalement stable avec l'arrivée de la sprinteuse Clara Copponi et de deux néo-professionnelles : Fleur Moors, Felicity Wilson-Haffenden. Taylor Knibb n'est pas prolonguée, tandis que Tayler Wiles met un terme à sa carrière. 
| Arrivées                  | Équipe 2023          |
| ------------------------- | -------------------- |
| Clara Copponi             | FDJ-Suez-Futuroscope |
| Fleur Moors               | Néo-professionnelle  |
| Felicity Wilson-Haffenden | Néo-professionnelle  |

| Départs      | Équipe 2024 |
| ------------ | ----------- |
| Taylor Knibb |             |
| Tayler Wiles | Retraite    |

### Effectifs
| Effectif 2024             | Effectif 2024     | Effectif 2024 | Effectif 2024                        |
| Cycliste                  | Date de naissance | Pays          | Équipe précédente                    |
| ------------------------- | ----------------- | ------------- | ------------------------------------ |
| Elynor Bäckstedt          | 6 décembre 2001   | Royaume-Uni   | Storey Racing (2019)                 |
| Elisa Balsamo             | 27 février 1998   | Italie        | Valcar-Travel & Service (2021)       |
| Lucinda Brand             | 2 juillet 1989    | Pays-Bas      | Sunweb (2019)                        |
| Brodie Chapman            | 9 avril 1991      | Australie     | FDJ-Suez-Futuroscope (2022)          |
| Clara Copponi             | 12 janvier 1999   | France        | FDJ-Suez (2023)                      |
| Lizzie Deignan            | 18 décembre 1988  | Royaume-Uni   | Boels Dolmans (2018)                 |
| Lauretta Hanson           | 29 octobre 1994   | Australie     | UnitedHealthcare Women's Team (2018) |
| Ava Holmgren              | 22 mai 2005       | Canada        | Stimulus Orbea Racing Team (2023)    |
| Isabella Holmgren         | 22 mai 2005       | Canada        | Stimulus Orbea Racing Team (2023)    |
| Lisa Klein                | 15 juillet 1996   | Allemagne     | Canyon-SRAM Racing (2022)            |
| Elisa Longo Borghini      | 10 décembre 1991  | Italie        | Wiggle High5 (2018)                  |
| Fleur Moors               | 11 octobre 2005   | Belgique      | Baloise Trek Lions (2023)            |
| Gaia Realini              | 19 juin 2001      | Italie        | Isolmant-Premac-Vittoria (2022)      |
| Ilaria Sanguineti         | 15 avril 1994     | Italie        | Valcar-Travel & Service (2022)       |
| Isabel Sharp              | 29 juin 2005      | Royaume-Uni   |                                      |
| Amanda Spratt             | 17 septembre 1987 | Australie     | Team BikeExchange-Jayco (2022)       |
| Shirin van Anrooij        | 5 février 2002    | Pays-Bas      |                                      |
| Ellen van Dijk            | 11 février 1987   | Pays-Bas      | Sunweb (2018)                        |
| Felicity Wilson-Haffenden | 16 juillet 2005   | Australie     | Team BridgeLane (2023)               |
|                           |                   |               |                                      |
| Source : ProCyclingStats  |                   |               |                                      |

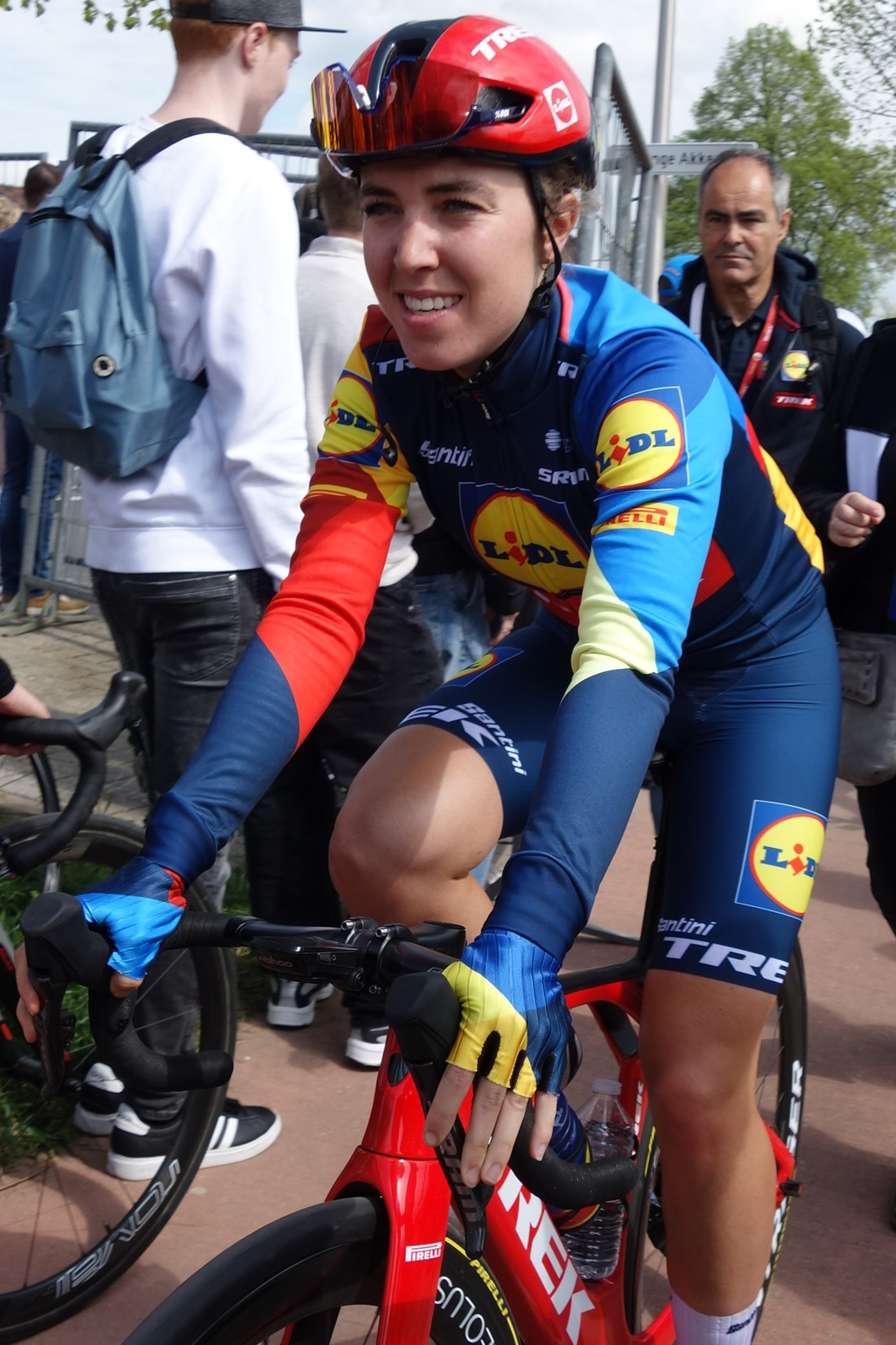
Shirin van Anrooij
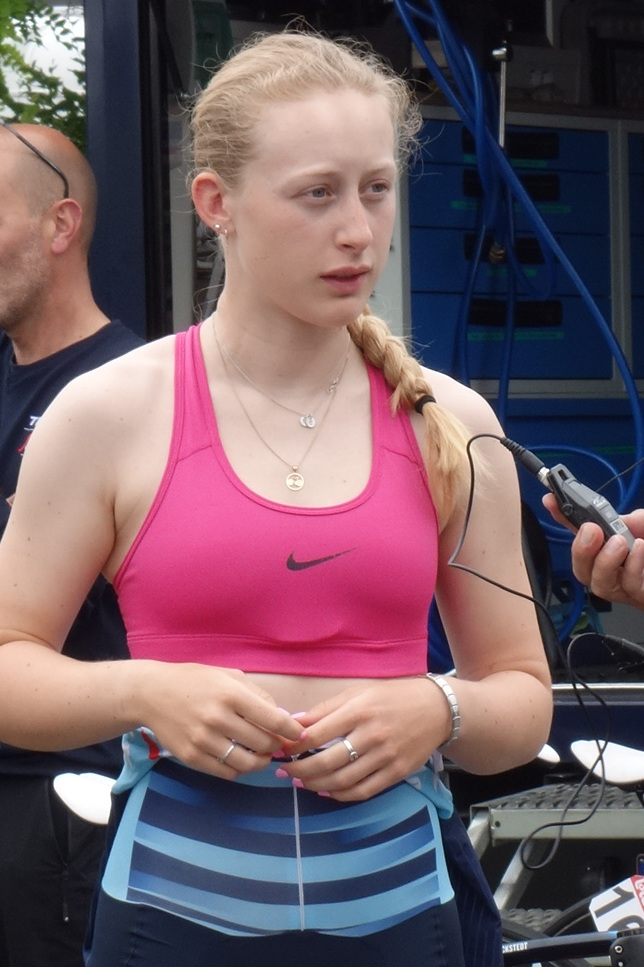
Elynor Bäckstedt en 2021
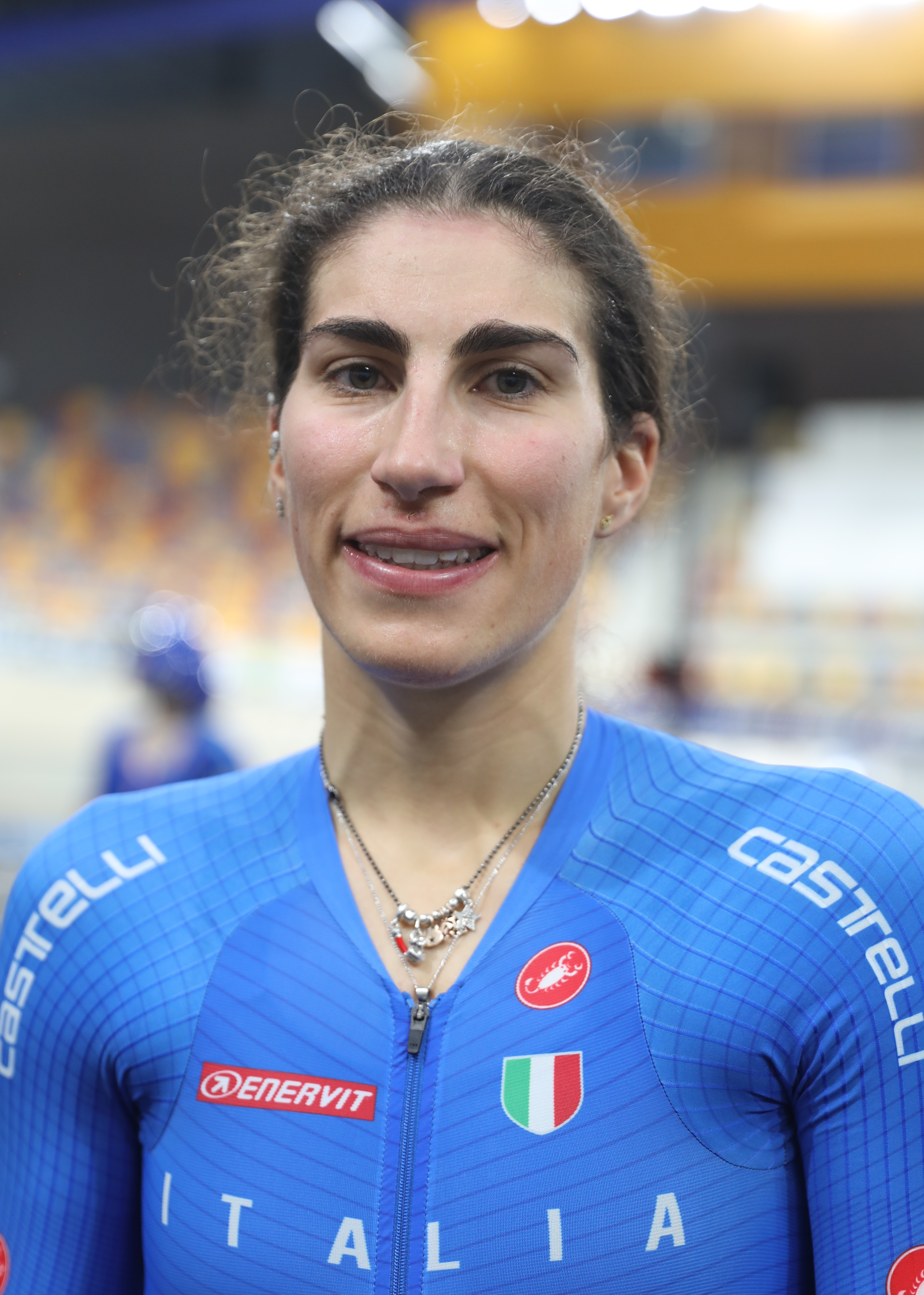
Elisa Balsamo
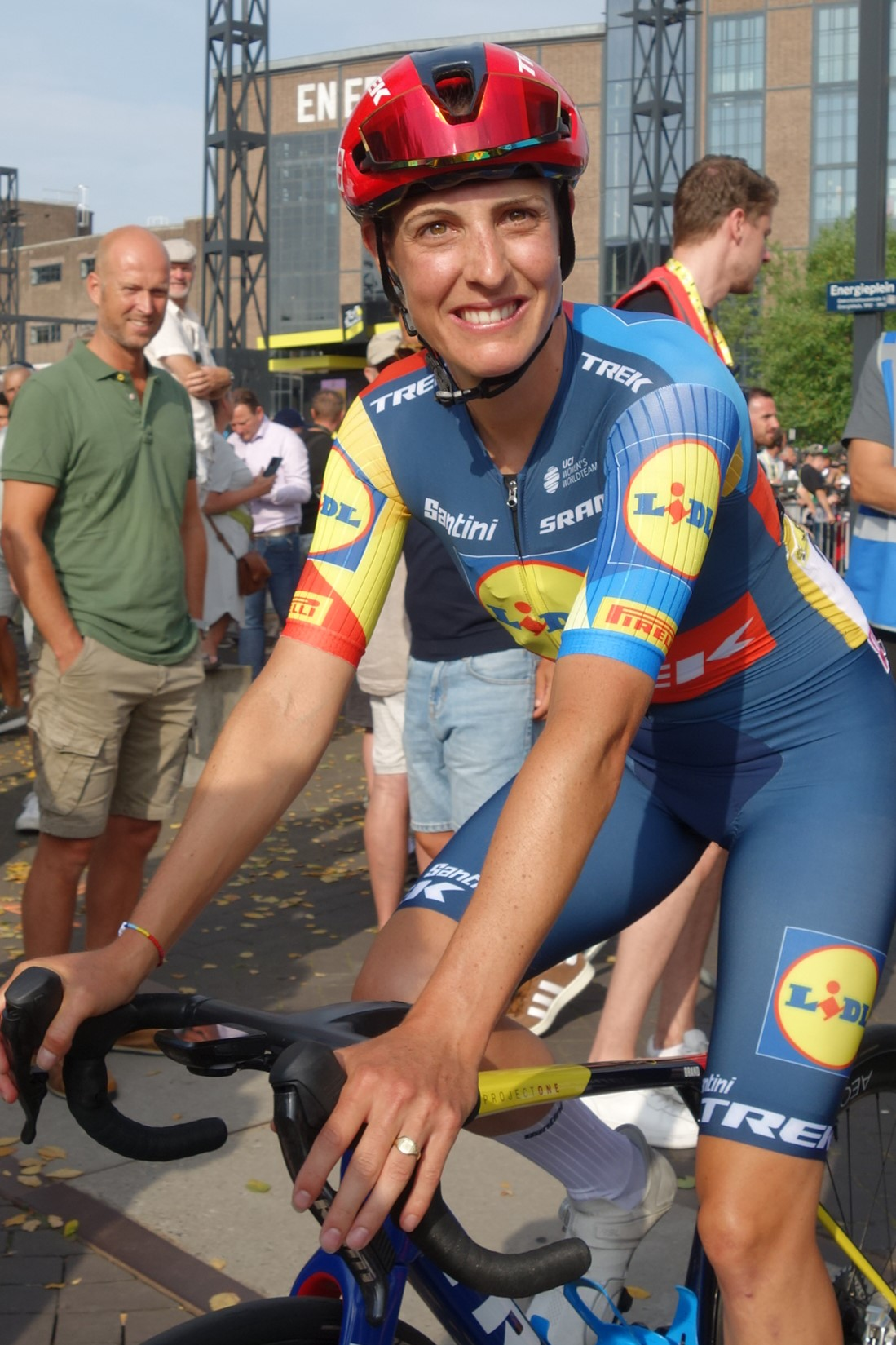
Lucinda Brand
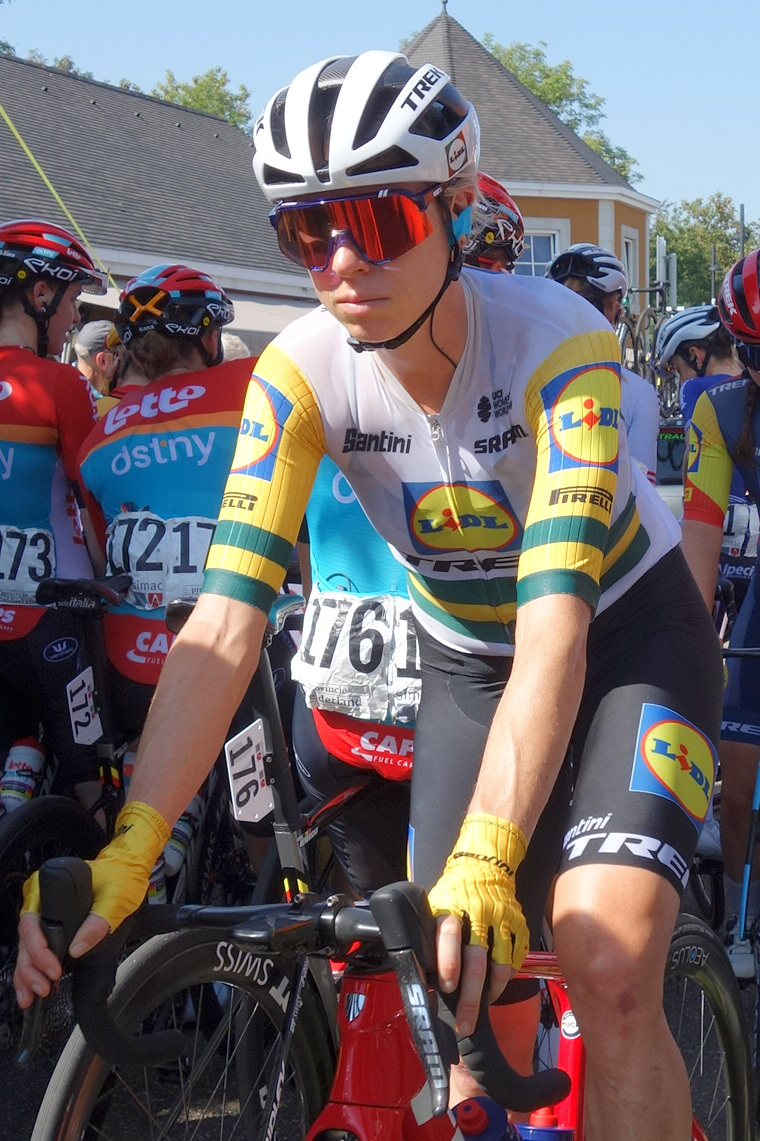
Brodie Chapman en 2023
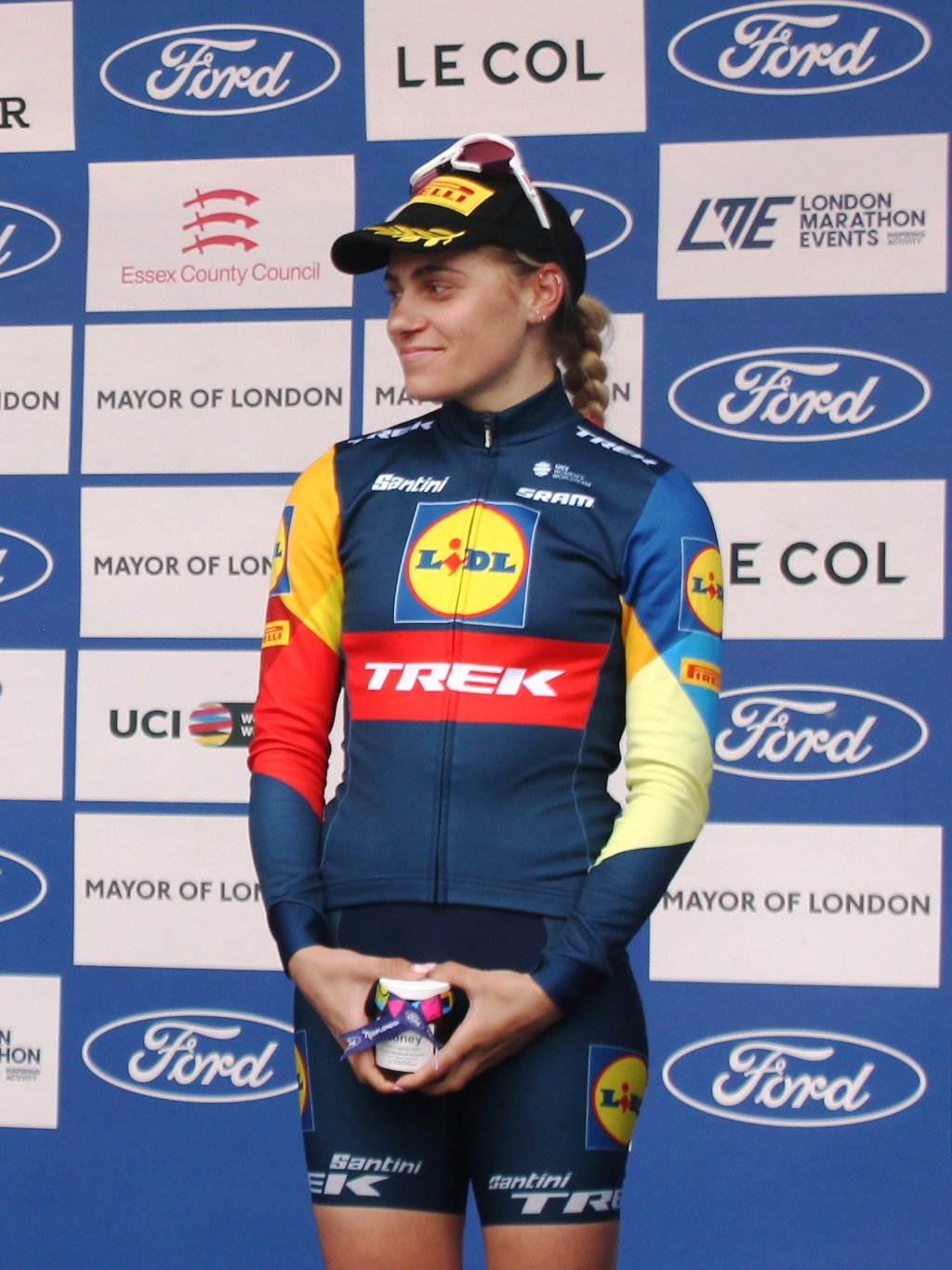
Clara Copponi
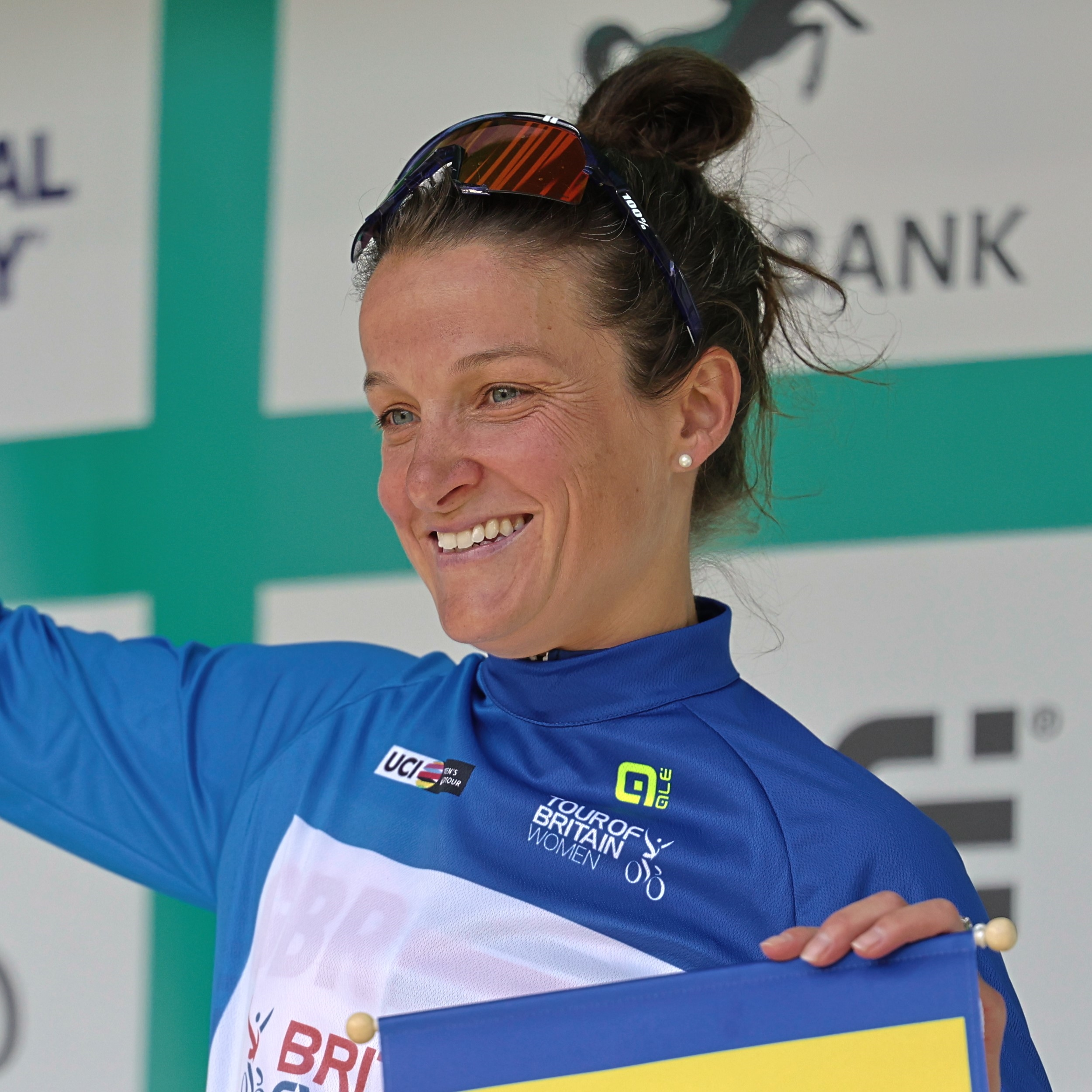
Lizzie Deignan
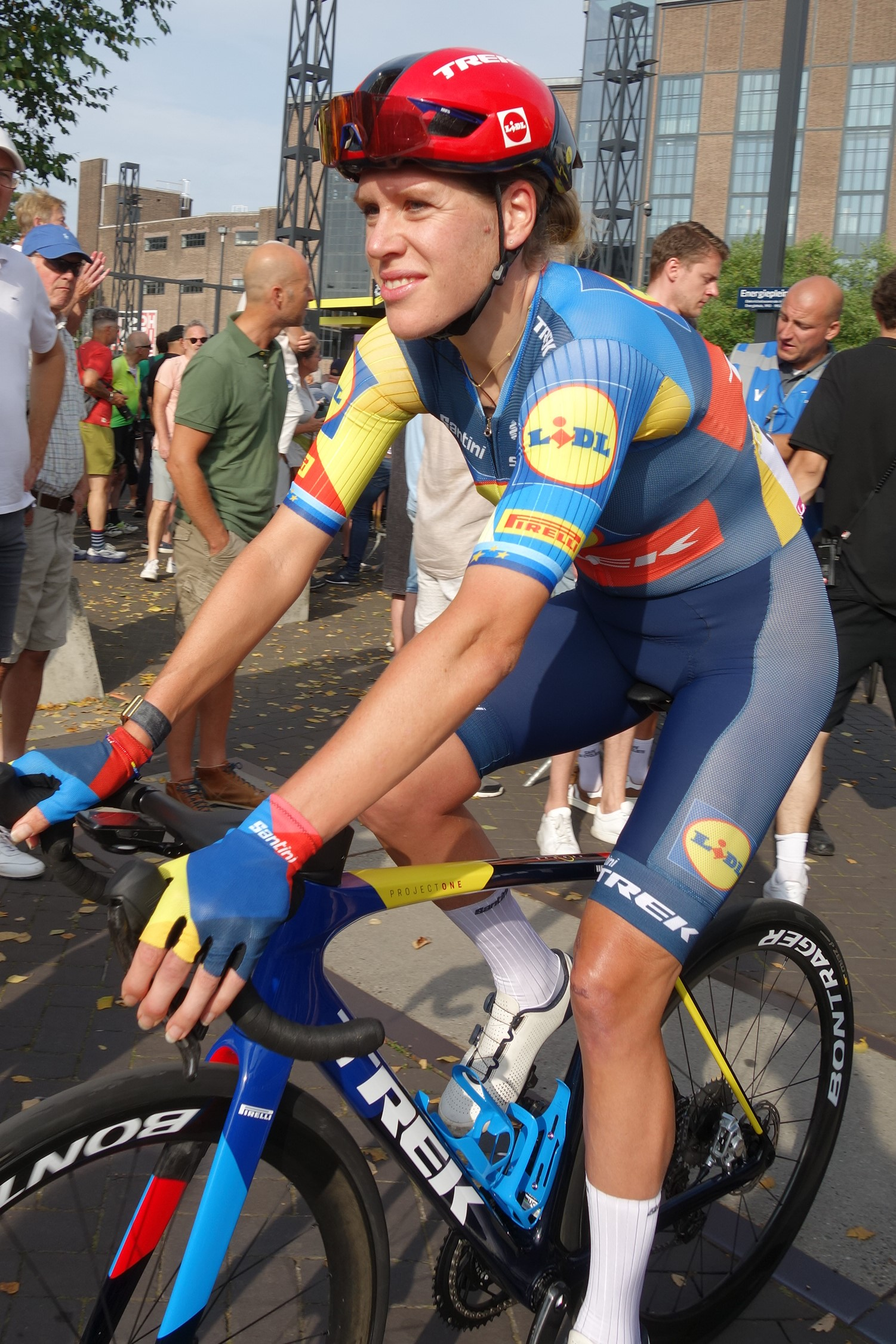
Ellen van Dijk
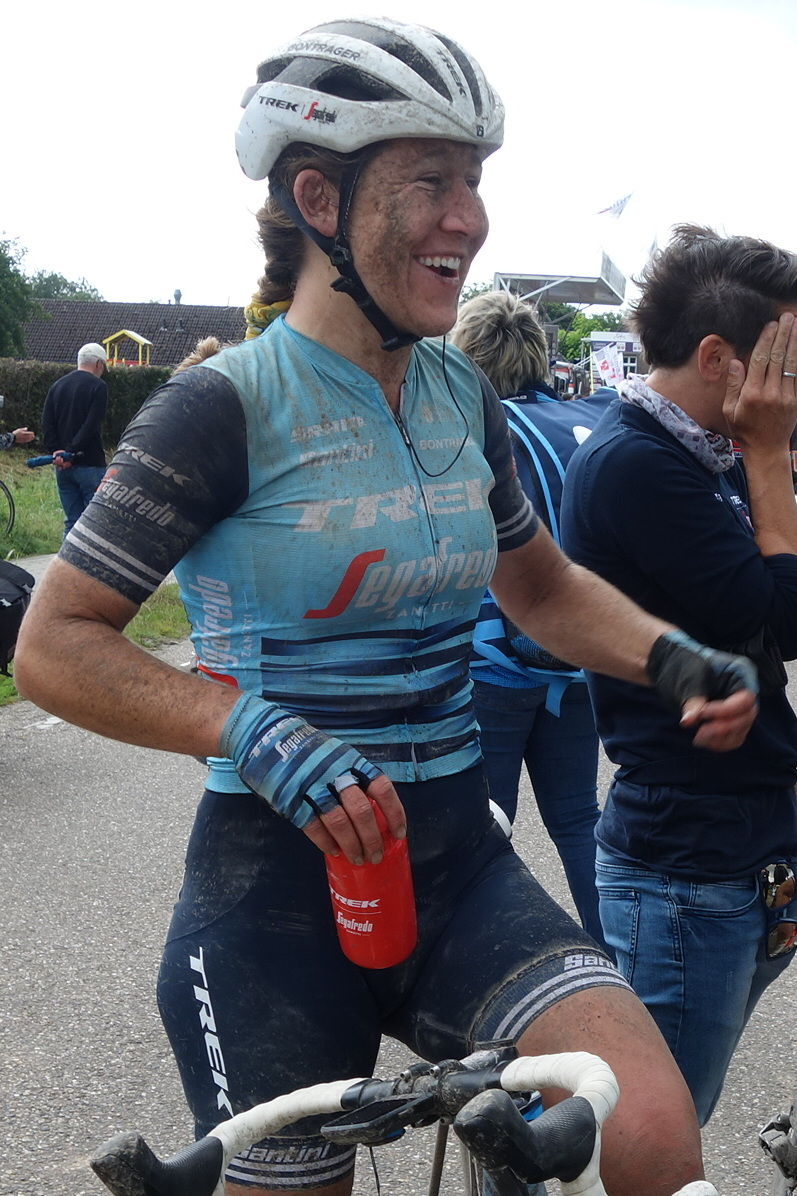
Lauretta Hanson en 2021
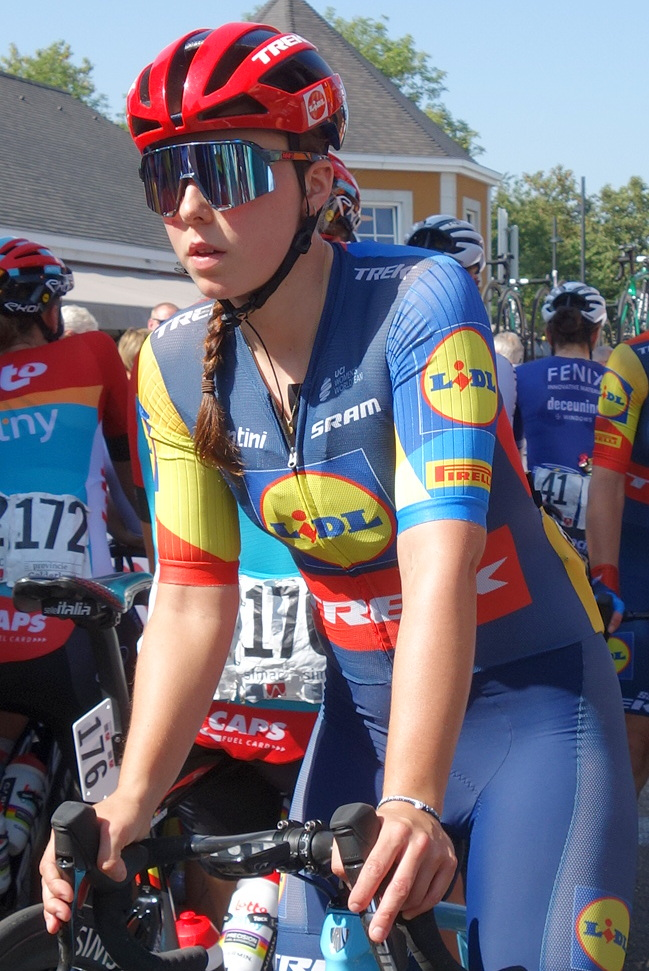
Lisa Klein en 2023
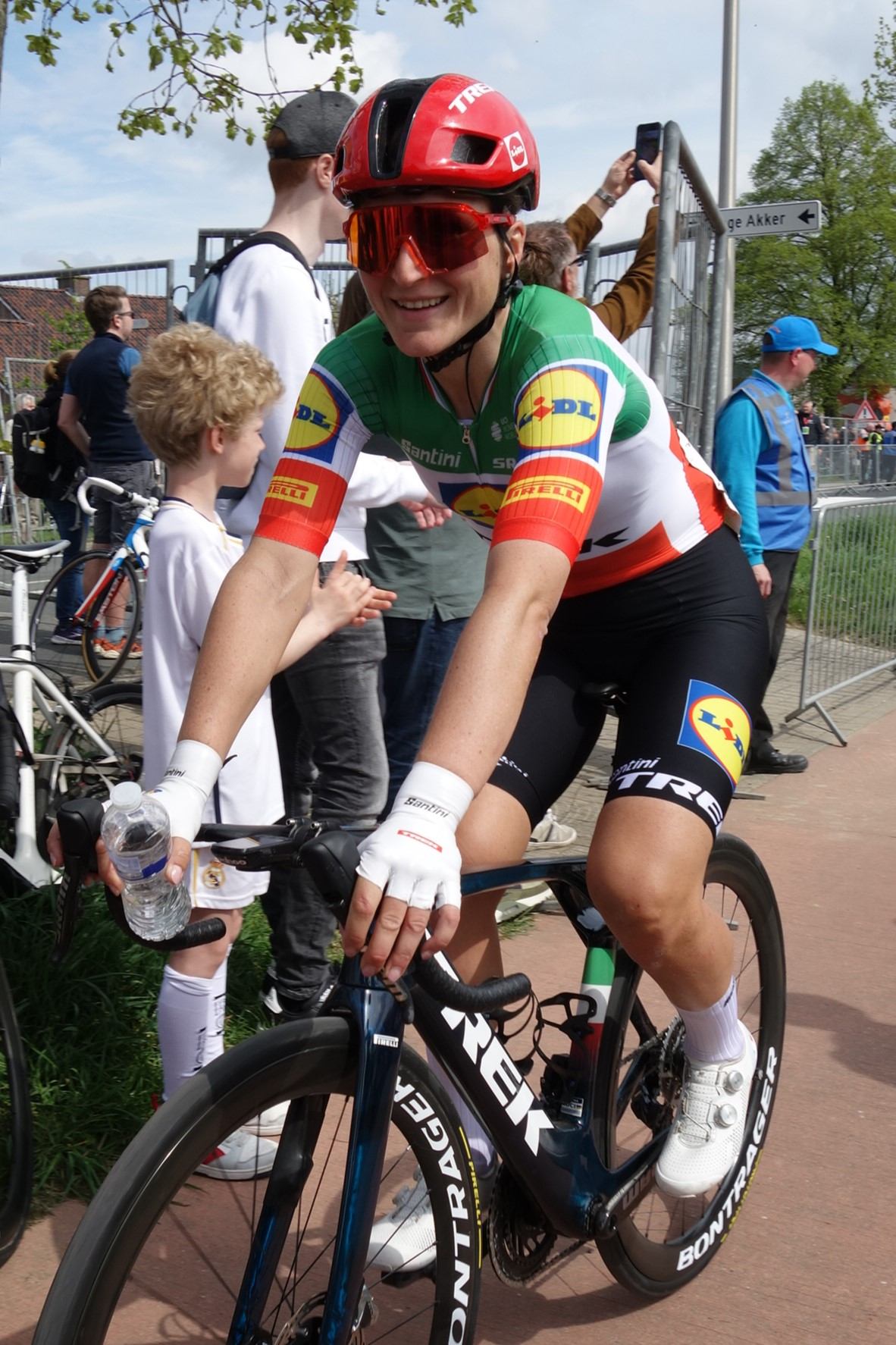
Elisa Longo Borghini
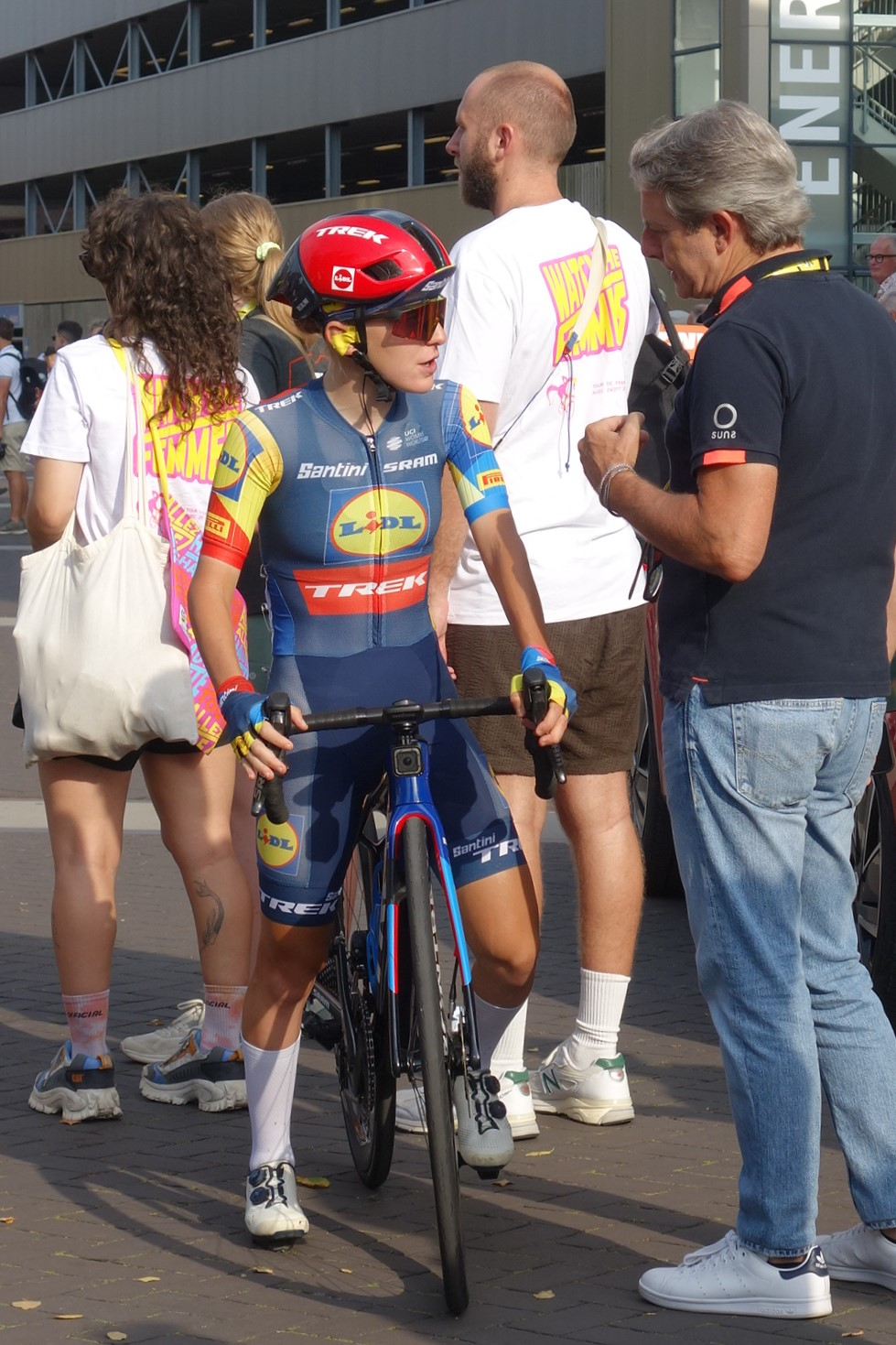
Gaia Realini
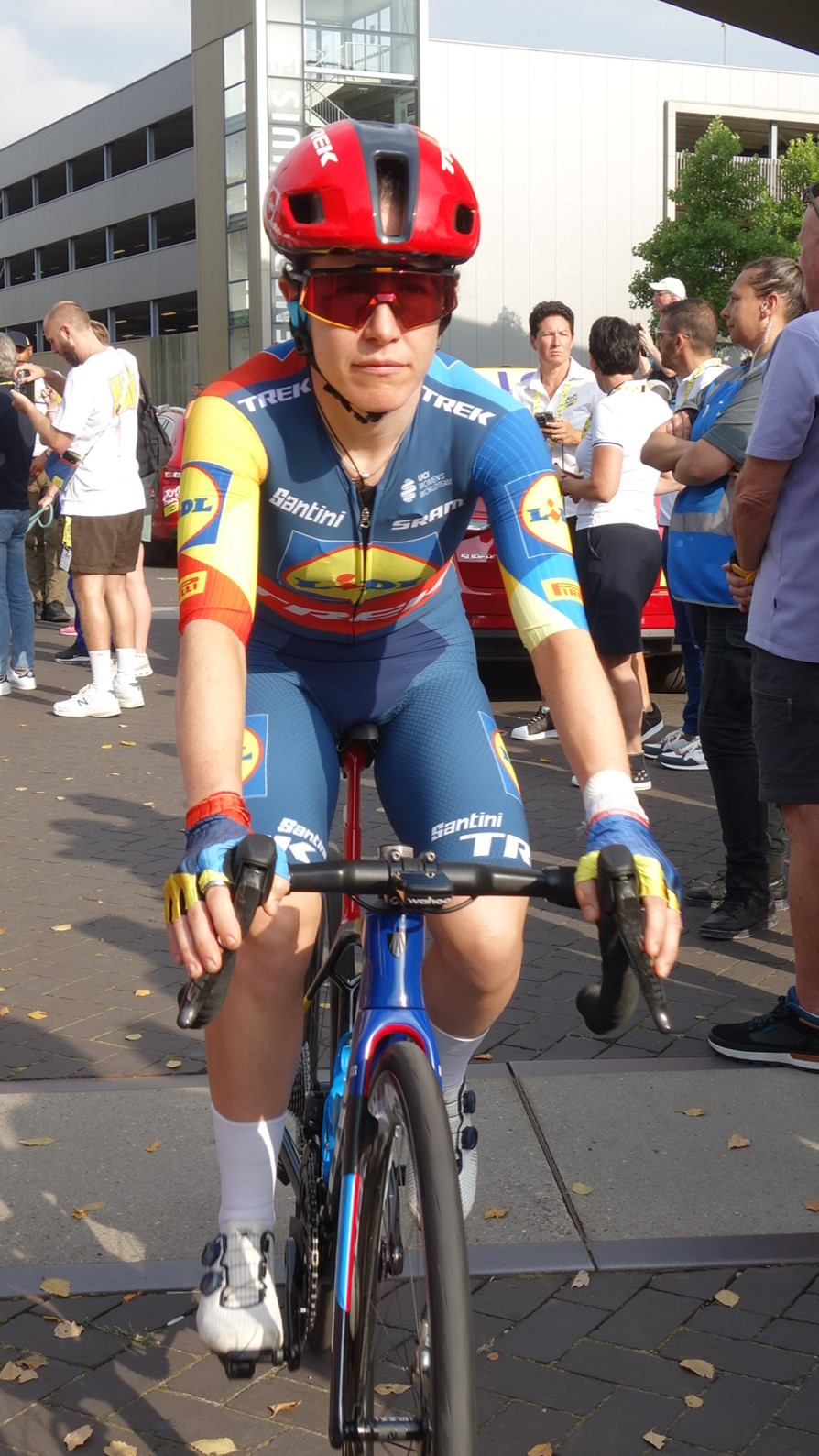
Amanda Spratt

### Encadrement
Ina-Yoko Teutenberg est la directrices sportives de l'équipe. Elle a pour assistants : Kim Andersen, Sebastian Andersen, Aritz Arberas Pampin, Adriano Baffi, Jeroen Blijlevens, Steven de Jongh, Markel Irizar Aramburu, Maxime Monfort, Gregory Rast, Michael Schär et Xavier Zabalo Imaz. Luca Guercilena en est la représentante auprès de l'UCI.

## Déroulement de la saison

### Janvier-Février

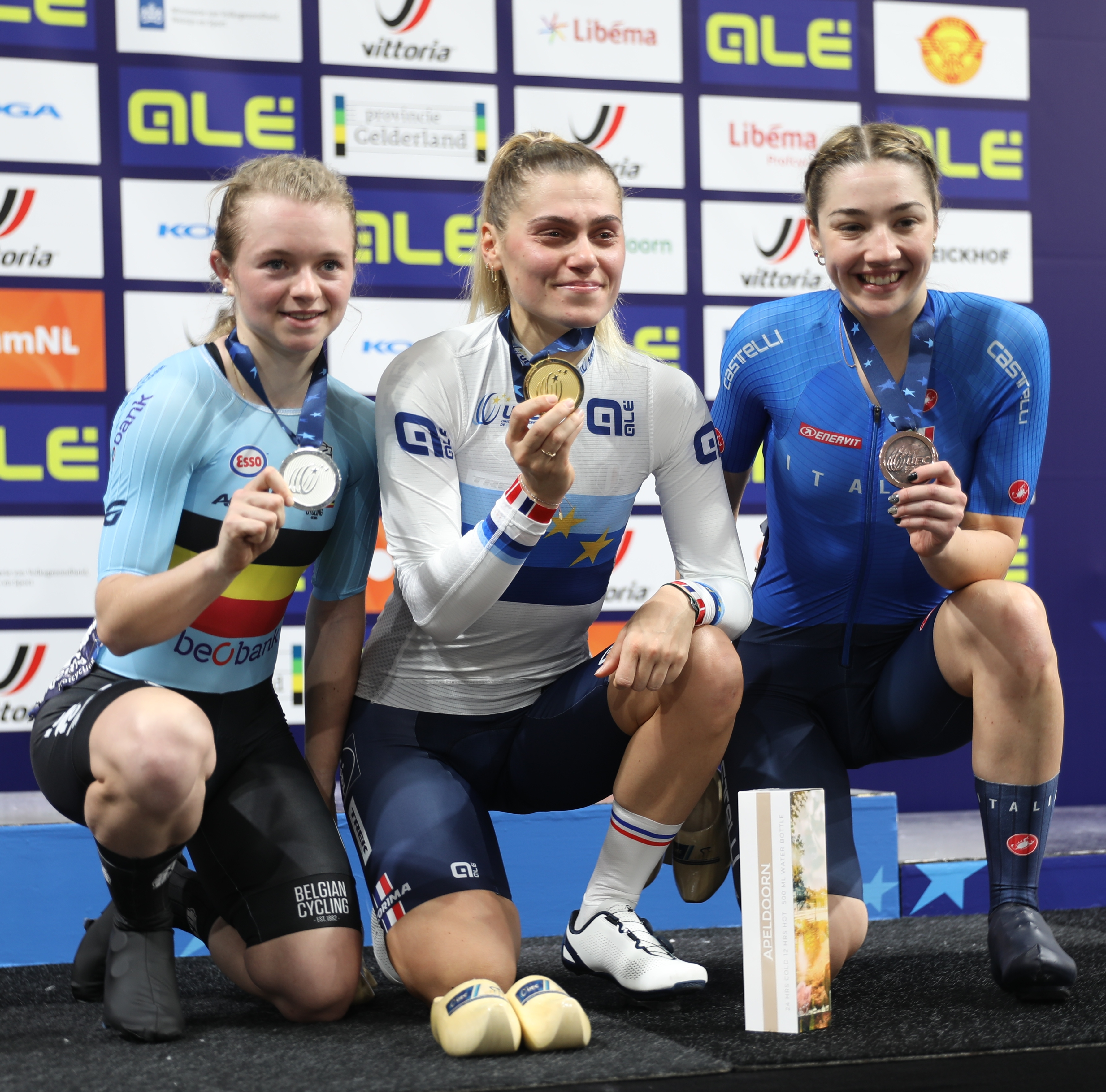
Clara Copponi sur l'épreuve de la course au scratch aux championnats d'Europe sur piste

En cyclo-cross, Lucinda Brand finit sept fois deuxième dans les épreuves du X²O Badkamers Trofee, à chaque fois derrière  Fem van Empel avant de s'imposer sur la dernière manche. Elle gagne également le championnat des Pays-Bas. Elle gagne aussi à Middelkerke en Superprestige. Tandis qu'elle termine troisième du classement général de la Coupe du monde après deux victoires en décembre.
Sur piste, Clara Copponi remporte l'épreuve du scratch aux championnats d'Europe sur piste.
Au Tour des Émirats arabes unis, Clara Copponi est troisième du sprint de la deuxième étape. Dans l'étape reine vers Jebel Hafeet, Gaia Realini est quatrième et Elisa Longo Borghini septième. Elles terminent aux mêmes places au classement général final. 
À la Setmana Ciclista Valenciana, Elisa Balsamo remporte la première étape au sprint. Par ailleurs, Shirin van Anrooij est quatrième de la deuxième étape. Le lendemain, la dernière ascension : l'Alto Xorret de Catí voit Gaia Realini et Niamh Fisher-Black passer à l'attaque. Cette dernière distance l'Italienne pour s'imposer. Elisa Balsamo remporte la dernière étape au sprint. Gaia Realini est cinquième du classement général, Shirin van Anrooij dixième.
Au Circuit Het Nieuwsblad, dans le secteur pavé d'Haaghoek, Elisa Longo Borghini place une accélération. Le Berendries voit ensuite un groupe de favorites avec Shirin Van Anrooij se former. Dans le mur de Grammont, Lotte Kopecky attaque et reprend Longo Borghini. Avec Van Anrooij et Marianne Vos, elles forment le quatuor de tête. Après le Bosberg, Elisa Longo Borghini et Shirin van Anrooij attaquent à tour de rôle, mais Vos et Kopecky sont vigilantes. Elles sont troisième et quatrième au sprint.

### Mars
Aux Strade Bianche, une échappée avec Elizabeth Deignan sort à une soixantaine de kilomètres de l'arrivée. Un regroupement a lieu à vingt-cinq kilomètres de l'arrivée. Elisa Longo Borghini fait partie du groupe de favorites dans le colle Colle Pinzuto. Dans la dernière strada bianca, Le Tolfe, Katarzyna Niewiadoma passe à l'attaque dans les pourcentages les plus difficiles, et seules Shirin van Anrooij, Demi Vollering, Elisa Longo Borghini et Lotte Kopecky parviennent à suivre. Après plusieurs tentatives, ces deux dernières réussissent à partir seules et conservent suffisamment d'avance pour se jouer la victoire dans les rues de Sienne. A 700 mètres, Kopecky place une attaque décisive et s'impose devant l'Italienne. Shirin van Anrooij est cinquième,.
Elisa Balsamo remporte le Trofeo Alfredo Binda-Comune di Cittiglio au sprint devant Lotte Kopecky. Elle récidive au sprint à la Classic Bruges-La Panne. À Gand-Wevelgem, dans la première montée du Kemmel, Kopecky accélère avec d'autres favorites. Elisa Longo Borghini et Elisa Balsamo reviennent après la descente. Un regroupement a lieu. Dans la dernière montée du mont Kemmel, Kopecky sort de nouveau. Elisa Longo Borghini  et Van Anrooij reviennent dans la descente. Au sprint, Kopecky ouvre le sprint pour Wiebes. Balsamo remonte, mais la Néerlandaise s'impose avec une faible marge, le lancé de vélo s'avérant déterminant.
Sur À travers les Flandres, avant le Kanarieberg, un groupe de favorites se forme avec Elisa Longo Borghini et Lizzie Deignan. Un regroupement a ensuite lieu. Un groupe de six coureuses avec de Longo Borghini et Van Anrooij se forme dans le secteur pavé de Doorn. À une quinzaine de kilomètres de l'arrivée, Van Anrooij part. Elle est suivie par Vos. Cette dernière se montre la plus rapide, Van Anrooij est deuxième.

### Avril
Au Tour des Flandres, dans un virage, Elisa Longo Borghini sort de la route, mais repart. Un groupe de six favorites se forme après le Koppenberg avec Elisa Longo Borghini. Dans le vieux Quaremont, Elisa Longo Borghini accélère, mais ne parvient pas à sortir. Shirin Van Anrooij et Demi Vollering se détachent du groupe de poursuite. Longo Borghini et Niewiadoma accélèrent dans Hotond pour éviter le retour de Vollering. Van Anrooij attaque dès que le duo rejoint la tête. Elle passe le Paterberg en tête. Derrière Longo Borghini et Niewiadoma distancent le reste du groupe et opère la jonction avec Van Anrooij. Le trio se dispute la victoire. Van Anrooij lance le sprint et Longo Borghini remonte Niewiadoma pour s'imposer. Au Paris-Roubaix, dans le secteur de Mons-en-Pévèle, Ellen van Dijk provoque le regroupement sur le groupe Kopecky. Van Dijk attaque à deux reprises, sans succès. Elle repart plus loin avec Amber Kraak. Kopeky, Vos et Elisa Balsamo reviennent sur la duo à dix-huit kilomètres de la ligne. Dans le carrefour de l'arbre, Balsamo est distancée mais parvient à tenir la roue de Georgi pour revenir sur la quatuor. Van Dijk ramène Balsamo et Georgi sur la trio. Van Dijk accélère par deux fois, mais la victoire se joue au sprint. Georgi lance le sprint aux deux cents cinquante mètres. Vos et Balsamo suivent immédiatement tandis que Kopecky, plus loin, temporise. La Belge les remonte dans les derniers mètres pour s'imposer sur le fil. Balsamo est deuxième.

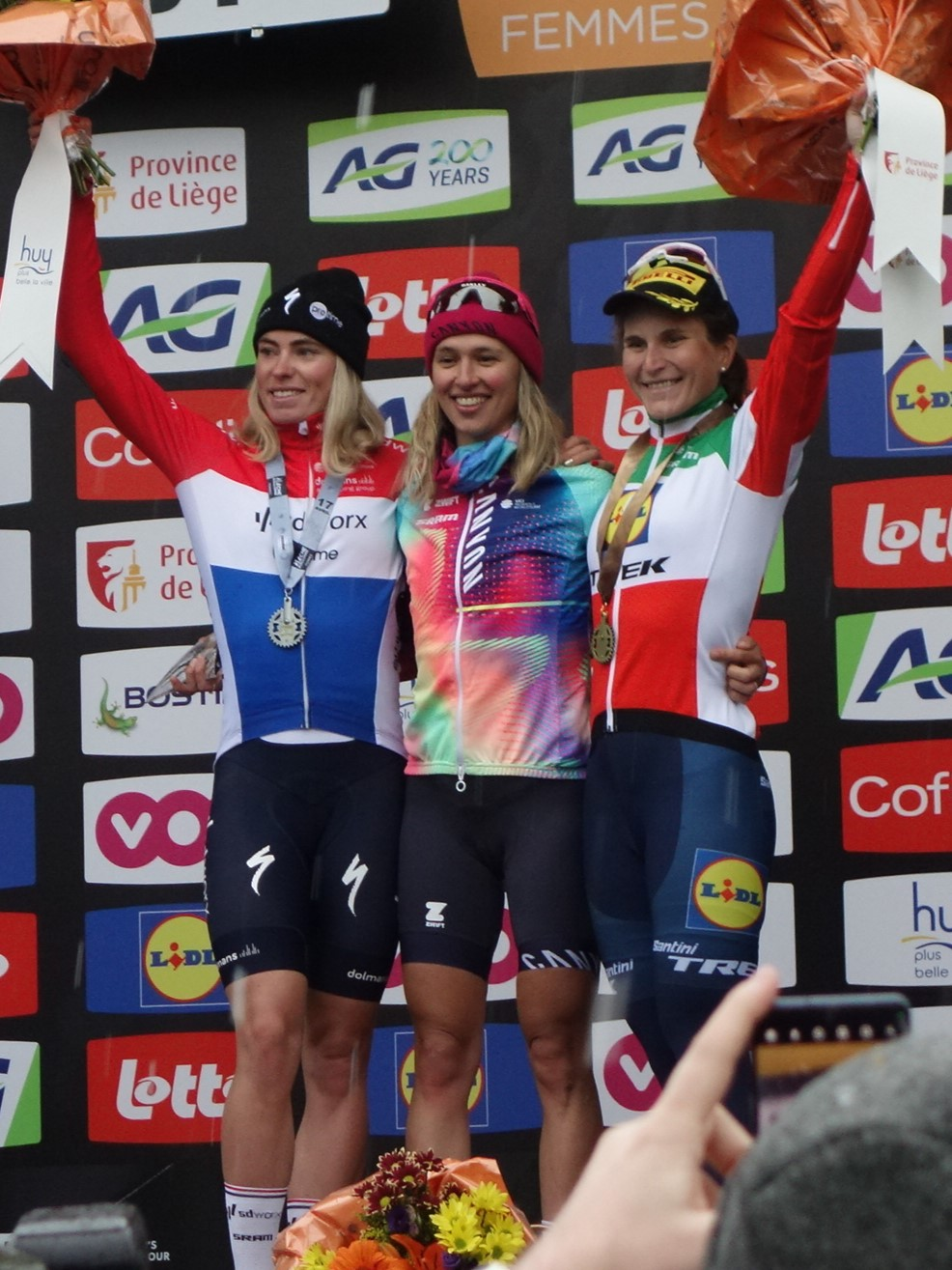
Podium de la Flèche wallonne

À la Flèche brabançonne, Shirin van Anrooij et Elisa Longo Borghini attaquent à tour de rôle dans la Moskesstraat, Demi Vollering neutralise cette action. Dans Holstheide, à huit kilomètres de l'arrivée, Elisa Longo Borghini place une attaque décisive et s'impose. Shirin van Anrooij est cinquième. À l'Amstel Gold Race, dans la première ascension du Cauberg, Elisa Longo Borghini place une attaque. Elle est rejointe par d'autres favorites, mais la collaboration est mauvaise. Dans l'ascension suivante du Cauberg, Lucinda Brand passe à l'offensive avec Elena Cecchini. Elles sont rapidement reprises. Longo Borghini tente de nouveau, mais Demi Vollering la marque. Dans la dernière ascension du Cauberg, Amanda Spratt place un puissance attaque, mais est reprise par les favorites. Au sprint, Elisa Longo Borghini prend la cinquième place,. Elle est ensuite troisième de la Flèche wallonne. À Liège-Bastogne-Liège, dans la Côte de Stockeu, Elise Chabbey attaque. Elle emmène avec elle sept autres coureuses dont Lucinda Brand. Celle-ci est distancée dans la côte de la Redoute. Lidl-Trek commence alors la poursuite. Dans la Roche aux Faucons, Elisa Longo Borghini attaque. Elle est suivie par Niewiadoma et Vollering. Au sprint, Longo Borghini prend la deuxième place derrière Grace Brown.

### Mai
Au Tour d'Espagne, Lidl-Trek remporte le contre-la-montre par équipes malgré une chute de deux coureuses dans le dernier virage. Gaia Realini prend la tête du classement général, mais la perd le lendemain. Lors de la première étape de montagne, Gaia Realini chute dans une descente et abandonne le lendemain. Elisa Longo Borghini se maintient parmi les meilleures et se classe troisième et remonte à la deuxième place du classement général. Elisa Longo Borghini est cinquième à vingt-et-une secondes sur la sixième étape. Sur l'étape suivante, dans la montée finale, Kristen Faulkner passe à l'offensive. Elle est suivie par Marianne Vos et Elisa Longo Borghini. Vos accélère de nouveau pour s'imposer,. Dans l'ultime étape, Longo Borghini perd une minute sur Demi Vollering. Elle conclut la course à la troisième place,.
Shirin van Anrooij  se classe troisième de la Classique féminine de Navarre. Au Tour de Burgos, sur la première étape, au sprint, Sofia Bertizzolo perd le contrôle de sa roue avant et chute très violemment contre les barrières. Elle entraîne Elisa Balsamo également dans les barrières. Cette dernière a le nez cassé et a perdu connaissance. Sur la troisième étape, Clara Copponi est deuxième du sprint bien que devancée clairement par Lorena Wiebes. Sur la dernière étape, à mi-étape, Lucinda Brand revient sur l'échappée et la distance. Demi Vollering la dépasse dans la dernière difficulté, mais Brand conserve jusqu'au bout la deuxième place. Shirin van Anrooij est sixième de l'étape. Elle conclut la course à la cinquième place ainsi que meilleure jeune.
À la RideLondon-Classique, Clara Copponi est troisième du sprint de la première étape, puis sixième de l'ultime étape. Elle est cinquième du classement général.

### Juin
Début juin, six semaines avant les Jeux olympiques de Paris, Ellen van Dijk percute une remorque à haute vitesse lors d'un stage en altitude en Espagne et subit une fracture de la cheville. Remise à temps, elle est sélectionnée pour le contre-la-montre et la course en ligne.
Lizzie Deignan participe au Tour de Grande-Bretagne avec l'équipe nationale. Sur la première étape, elle provoque avec Pfeiffer Georgi la formation d'un groupe de neuf favorites qui se disputent la victoire. Elle prend la quatrième place. Elle est neuvième le lendemain. Sur la dernière étape, elle attaque loin de l'arrivée, dans la côte de Grains Bar. Elle compte un peu plus d'une minute d'avance. Le peloton la reprend à quarante kilomètres de l'arrivée. Elle conclut l'épreuve à la septième place.
Lucinda Brand remporte À travers le Hageland. Au Tour de Suisse, Demi Vollering et Gaia Realini reprennent Elise Chabbey sous la flamme rouge de la première étape. Au dernier kilomètre, la Néerlandaise place une accélération pour aller s'imposer seule. Elisa Longo Borghini est quatrième de l'étape. Le lendemain, cette dernière est deuxième derrière Demi Vollering. Realini est sixième. Sur la troisième étape, la formation laisse le travail à la SD Worx, ce qui conduit à un doublé de la Canyon-SRAM. Amanda Spratt est quatrième et Longo Borghini cinquième. Le dernier jour, Brodie Chapman fait partie de l'échappée. Elle est distancée dans la dernière montée. Derrière les favorites dont Longo Borghini sortent du peloton. Elles reviennent sur le groupe de tête à douze kilomètres de la fin. Au sprint, 	Elisa Longo Borghini est deuxième. Elle se classe troisième du classement général et Gaia Realini septième.
Elisa Longo Borghini remporte la course en ligne des championnats d'Italie après avoir été deuxième du contre-la-montre derrière Vittoria Guazzini. 
Au Tour de Thuringe, sur la quatrième étape, un groupe de quinze coureuses se disputent la victoire et Lucinda se montre la plus rapide. Brodie Chapman est deuxième du contre-la-montre le lendemain. Lucinda Brand est troisième de la dernière étape en sprintant. Brodie Chapman est troisième du classement général final et Lucinda Brand quatrième. Shirin van Anrooij est la meilleure jeune et Lidl-Trek la meilleure équipe.

### Juillet
Au Tour d'Italie, Elisa Longo Borghini remporte le contre-la-montre inaugural. 	Brodie Chapman est troisième. Elisa Balsamo est troisième du sprint de la deuxième étape. Le lendemain, Elisa Longo Borghini reste avec les autres favorites et prend la quatrième place. La victoire de Lotte Kopecky lors de la cinquième étape la fait revenir à trois secondes au classement général. Elisa Longo Borghini est quatrième de l'étape suivante. Lors de l'étape se terminant au Blockhaus, Longo Borghini accélère plusieurs fois dans la montée, mais Kopecky parvient à suivre. Kopecky devance Longo Borghini au sprint et revient ainsi à une seconde au classement général par le jeu des bonifications. La dernière étape, en montagne, est donc décisive. Lucinda Brand prend le groupe d'échappée. Une fois ce groupe repris, Brodie Chapman tente de sortir seule, sans succès. Dans la côte finale, Elisa Longo Borghini parvient à distancer Kopecky pour s'adjuger le Tour d'Italie.

### Août
Aux Jeux olympiques, sur le contre-la-montre, Elisa Longo Borghini prend la huitième place, Ellen van Dijk est onzième. Sur la course en ligne, elle n'est pas piégée par la chute de Chloé Dygert et fait partie du groupe de dix coureuses en tête. Elle ne pèse cependant pas sur la course et prend la neuvième place.

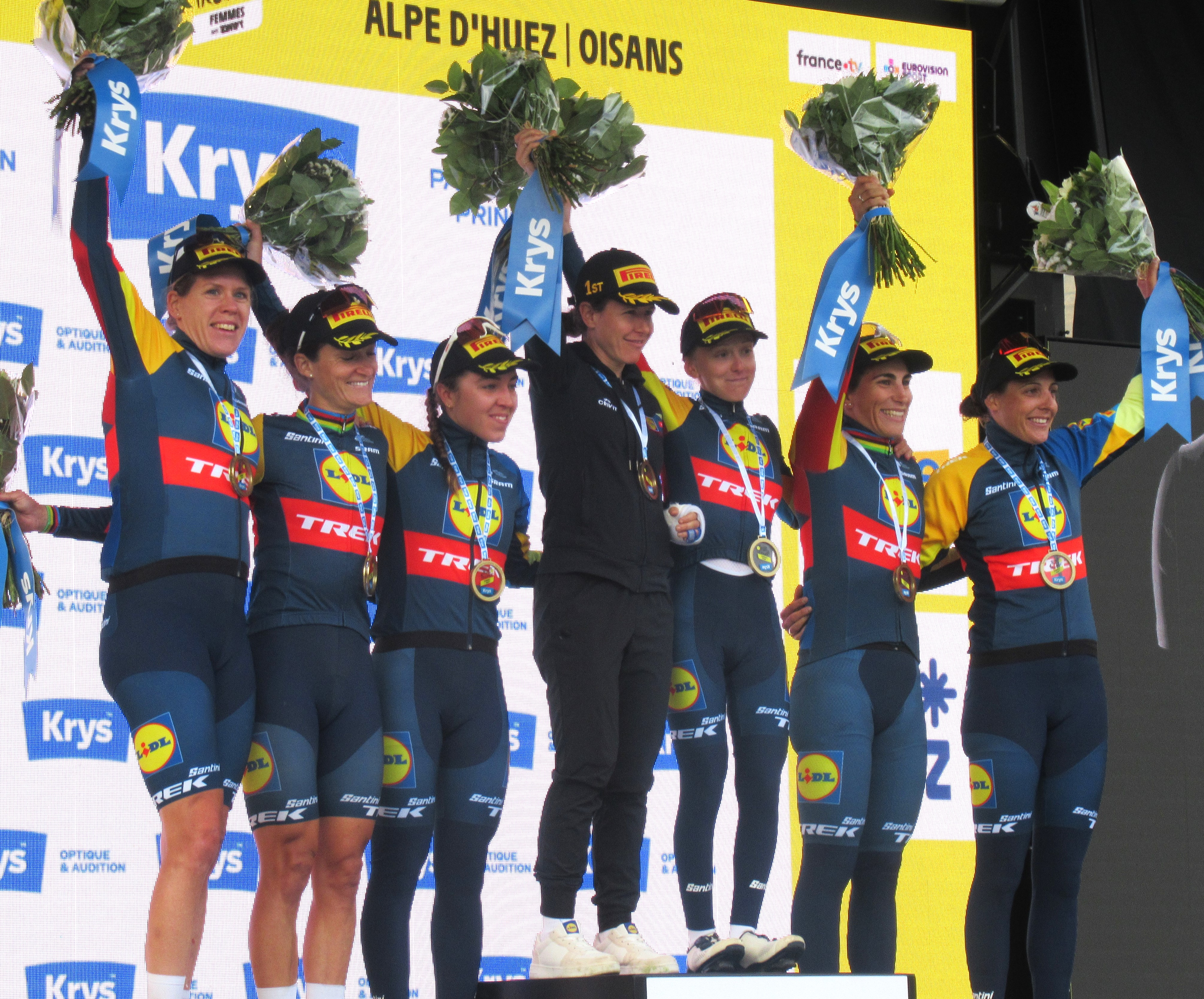
Équipe au Tour de France

Au Tour de France, Elisa Balsamo est troisième du sprint de la première étape et cinquième le lendemain. Ellen van Dijk est sixième du contre-la-montre. Lors de la cinquième étape, Lucinda Brand fait partie du petit groupe rescapé des chutes et prend la sixième place. Sur l'étape suivante, Ellen van Dijk prend le groupe d'échappées. Lucinda Brand est cinquième de l'étape en faisant partie du peloton. Lors de la huitième étape se concluant à l'Alpe d'Huez, Gaia Realini prend la cinquième place à une minute trente de Demi Vollering. Elle est également cinquième du classement général final, Lucinda Brand est huitième. Lidl-Trek est la meilleure équipe.
Au Grand Prix de Plouay, à cinquante kilomètres de la ligne, Elisa Longo Borghini passe à l'offensive. Elle est suivie par d'autres favorites, mais l'entente est mauvaise et le peloton se reforme. L'équipe ne parvient pas à suivre les plus forte dans le final. Elisa Balsamo remporte le sprint et se classe quatrième.

### Septembre

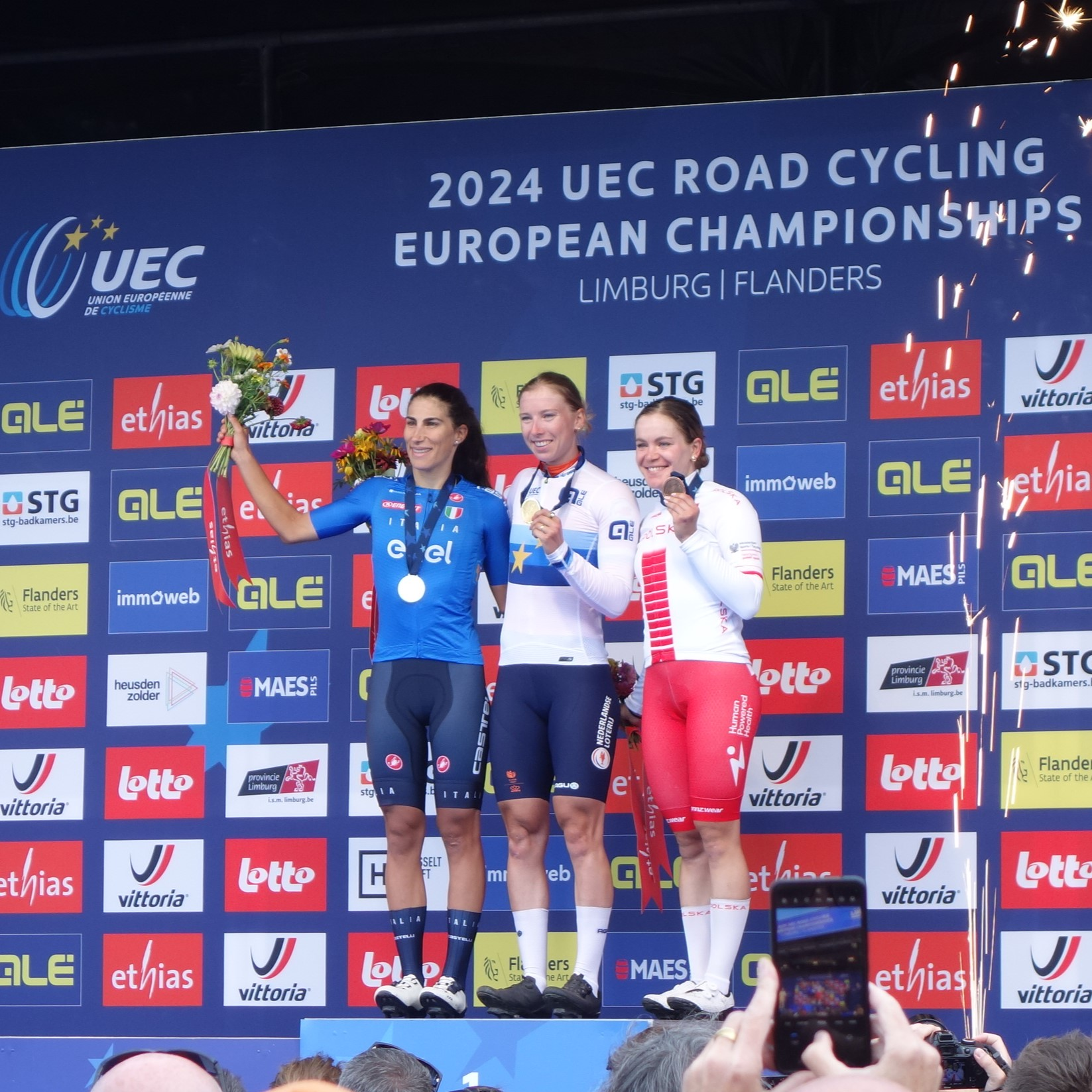
Podium des championnats d'Europe sur route

Au Tour de Romandie, lors de la première étape, Lotte Kopecky lance le sprint, mais Elisa Balsamo parvient à la remonter pour lever les bras. Le lendemain, Gaia Realini attaque à deux kilomètres et demi de la ligne, ce qui distance Mavi Garcia. Plus loin, Realini attaque, mais est suivie par Vollering et Kopecky. Vollering place une accélération nette sous la flamme rouge, ce qui lâche Realini. Elle se classe troisième de l'étape. Elle conclut le tour à la troisième place du classement général. 

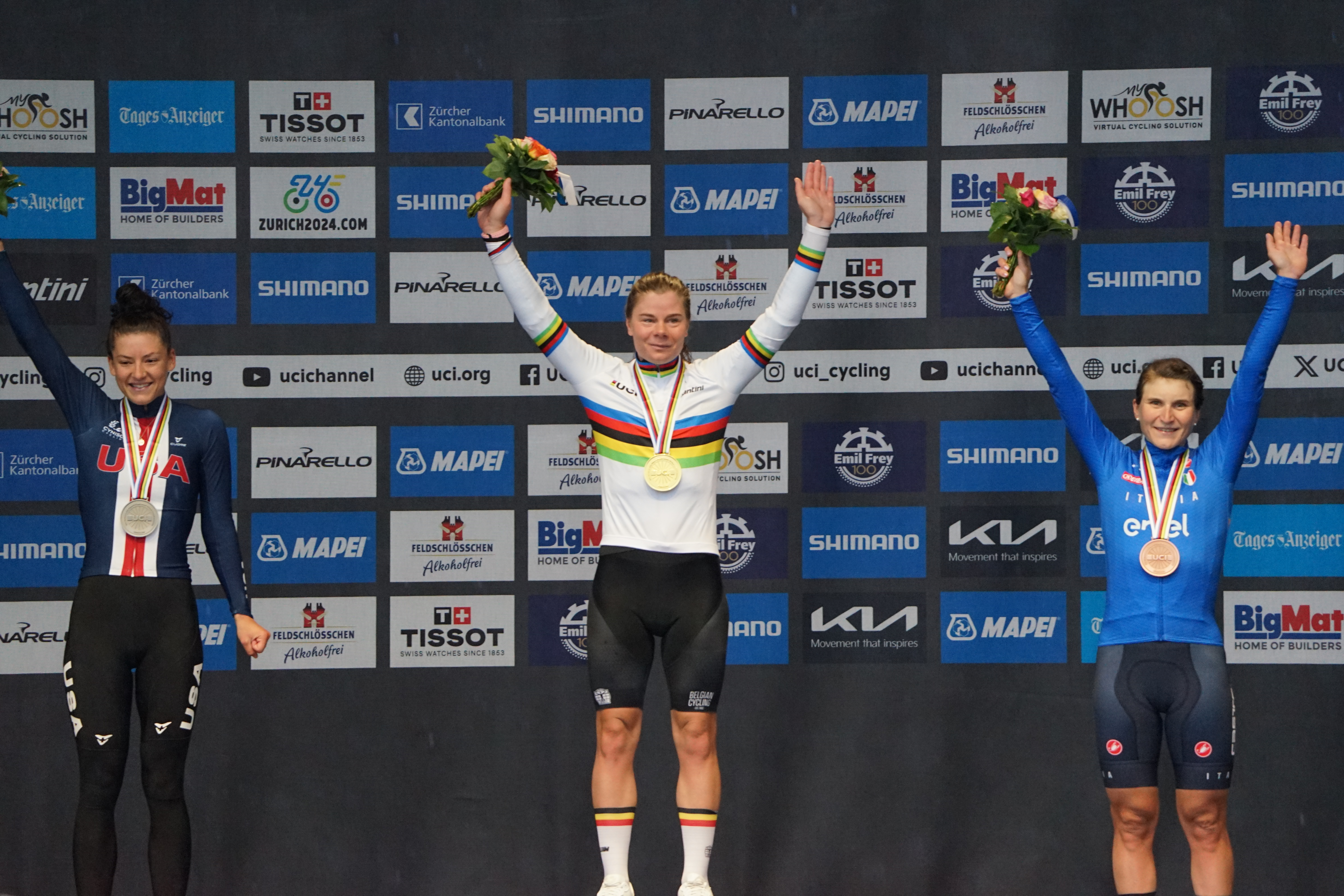
Podium des championnats du monde sur route

Aux championnats d'Europe du contre-la-montre, Ellen van Dijk est deuxième quarante-quatre secondes derrière Lotte Kopecky. Sur route, Elisa Balsamo est deuxième du sprint massif. Clara Copponi est quatrième.
Aux championnats du monde, sur le contre-la-montre, Ellen van Dijk prend la huitième place. Sur la course en ligne, dans la dernière ascension de la côte de Wetzikon, Liane Lippert accélère et réduit l'écart. Seules Kopecky, Chloé Dygert, Elisa Longo Borghini et Demi Vollering peuvent suivre l'Allemande. Longo Borghini surenchère, mais Vollering est attentive. Malgré cette montée très rapide, le groupe de neuf coureuses se reforme ensuite à environ quatorze kilomètres de l'arrivée. Dans la dernière montée, Vollering attaque, mais élimine principalement ses coéquipières. Elles sont alors six en tête. À cinq kilomètres de la ligne, Longo Borghini utilise une petite montée pour placer une attaque nette. Elles sont alors quatre en tête, mais Roseman-Gannon et Dygert reviennent ensuite. Kopecky se montre plus rapide devant Dygert et Longo Borghini,.

### Octobre

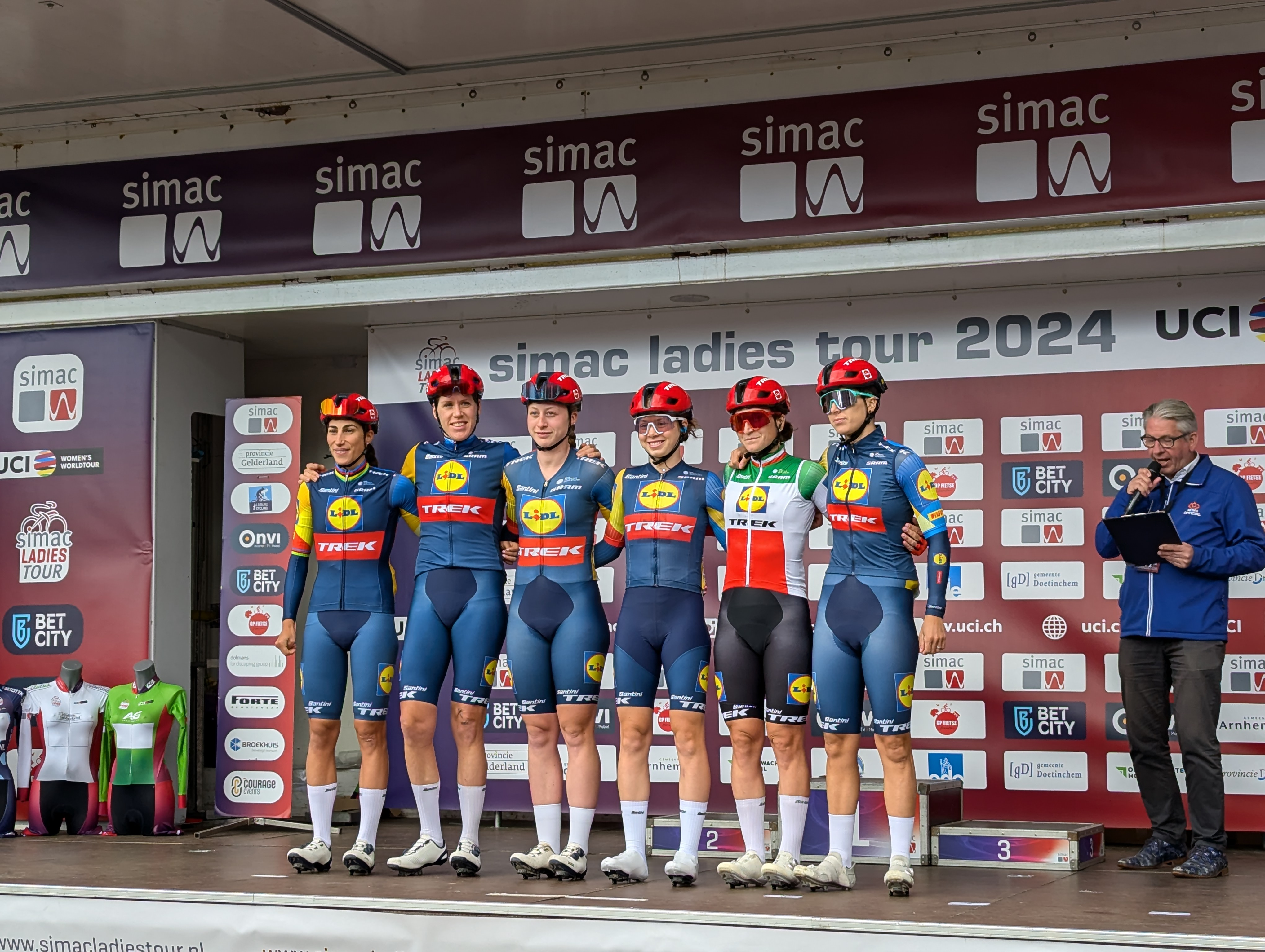
Équipe au Simac Ladies Tour

Au Tour d'Émilie, Elisa Longo Borghini attaque dans la première ascension du Sanctuaire et utilise la descente pour distancer le reste du peloton. Elle maintient son avantage pour s'imposer.
Au Simac Ladies Tour, Ellen van Dijk prend la troisième place du contre-la-montre. Elisa Balsamo est deuxième des deuxième et troisième, puis cinquième étapes derrière Lorena Wiebes. Elle conclut la course à la neuvième place, Ellen van Dijk est cinquième, Elisa Longo Borghini est dixième.

### Novembre - Décembre
En cyclo-cross, Lucinda Brand se montre très régulière. En Coupe du monde, elle s'impose à Dublin, est deuxième à Anvers, Namur, Hulst et Gavere, ainsi que troisième à Zonhoven. En Superprestige, elle gagne à Overijse et Diegem, et est deuxième à Niel, Merksplas et Mol, ainsi que troisième à Ruddervoorde.

## Victoires

### Sur route
| Victoires | Victoires                                    | Victoires | Victoires | Victoires            | Victoires |
| Date      | Course                                       | Pays      | Classe    | Vainqueur            |           |
| --------- | -------------------------------------------- | --------- | --------- | -------------------- | --------- |
| 15 fév.   | 1re étape de la Semaine cycliste valencienne | Espagne   | 2.Pro     | Elisa Balsamo        |           |
| 18 fév.   | 4e étape de la Semaine cycliste valencienne  | Espagne   | 2.Pro     | Elisa Balsamo        |           |
| 3 mars    | Trofeo Oro in Euro                           | Italie    | 1.1       | Elisa Longo Borghini |           |
| 10 mars   | 3e étape du Tour d'Estrémadure               | Espagne   | 2.2       | Ellen van Dijk       |           |
| 14 mars   | 1re étape du Tour de Normandie féminin       | France    | 2.1       | Ellen van Dijk       |           |
| 17 mars   | Trofeo Alfredo Binda-Comune di Cittiglio     | Italie    | 1.WWT     | Elisa Balsamo        |           |
| 21 mars   | Classic Bruges-La Panne                      | Belgique  | 1.WWT     | Elisa Balsamo        |           |
| 31 mars   | Tour des Flandres                            | Belgique  | 1.WWT     | Elisa Longo Borghini |           |
| 10 avr.   | Flèche brabançonne                           | Belgique  | 1.Pro     | Elisa Longo Borghini |           |
| 28 avr.   | 1re étape du Tour d'Espagne                  | Espagne   | 2.WWT     | Lidl-Trek            |           |
| 8 juin    | Dwars door het Hageland                      | Belgique  | 1.1       | Lucinda Brand        |           |
| 22 juin   | Championnat d'Italie sur route               | Italie    | CN        | Elisa Longo Borghini |           |
| 28 juin   | 4e étape du Tour de Thuringe                 | Allemagne | 2.Pro     | Lucinda Brand        |           |
| 7 juill.  | 1re étape du Tour d'Italie                   | Italie    | 2.WWT     | Elisa Longo Borghini |           |
| 14 juill. | Classement général, Tour d'Italie            | Italie    | 2.WWT     | Elisa Longo Borghini |           |
| 6 sept.   | 1re étape du Tour de Romandie                | Suisse    | 2.WWT     | Elisa Balsamo        |           |
| 5 oct.    | Tour d'Émilie                                | Italie    | 1.Pro     | Elisa Longo Borghini |           |

### Sur piste
| Date       | Course                                          | Pays     | Classe | Vainqueur     |
| ---------- | ----------------------------------------------- | -------- | ------ | ------------- |
| 7 janvier  | Championnats de France de l'Omnium              | France   | CN     | Clara Copponi |
| 7 janvier  | Championnats de France de poursuite par équipes | France   | CN     | Clara Copponi |
| 14 janvier | Championnats d'Europe de poursuite par équipes  | Pays-Bas | CC     | Elisa Balsamo |
| 14 janvier | Championnats d'Europe du scratch                | Pays-Bas | CC     | Clara Copponi |

### En cyclo-cross
| Date         | Course                                   | Pays       | Classe | Vainqueur         |
| ------------ | ---------------------------------------- | ---------- | ------ | ----------------- |
| 14 janvier   | Championnats des Pays-Bas de cyclo-cross | Pays-Bas   | CN     | Lucinda Brand     |
| 10 février   | Middelkerke                              | Belgique   | C1     | Lucinda Brand     |
| 17 février   | Sint-Niklaas                             | Belgique   | C2     | Lucinda Brand     |
| 18 février   | Bruxelles                                | Belgique   | C1     | Lucinda Brand     |
| 22 octobre   | Woerde                                   | Pays-Bas   | C2     | Lucinda Brand     |
| 27 octobre   | Overijse                                 | Belgique   | C1     | Lucinda Brand     |
| 2 novembre   | Missoula                                 | États-Unis | C2     | Isabella Holmgren |
| 10 novembre  | Lokeren                                  | Belgique   | C2     | Lucinda Brand     |
| 1er décembre | Dublin                                   | Irlande    | CDM    | Lucinda Brand     |
| 30 décembre  | Diegem                                   | Belgique   | C1     | Lucinda Brand     |

### Résultats sur les courses majeures

#### World Tour
| UCI Women's World Tour | UCI Women's World Tour | UCI Women's World Tour | UCI Women's World Tour                   | UCI Women's World Tour | UCI Women's World Tour | UCI Women's World Tour |
| Date                   | n°                     | Pays                   | Course                                   | Meilleure coureuse     | Classement             |                        |
| ---------------------- | ---------------------- | ---------------------- | ---------------------------------------- | ---------------------- | ---------------------- | ---------------------- |
| 12 – 14 janv.          | 1                      | Australie              | Women's Tour Down Under                  | -                      | -                      |                        |
| 27 janv.               | 2                      | Australie              | Cadel Evans Great Ocean Road Race Women  | Ilaria Sanguineti      | 18e                    |                        |
| 8 – 11 fév.            | 3                      | Émirats arabes unis    | Tour des Émirats arabes unis             | Gaia Realini           | 4e                     |                        |
| 24 fév.                | 4                      | Belgique               | Circuit Het Nieuwsblad                   | Elisa Longo Borghini   | 3e                     |                        |
| 2 mars                 | 5                      | Italie                 | Strade Bianche                           | Elisa Longo Borghini   | 2e                     |                        |
| 10 mars                | 6                      | Pays-Bas               | Tour de Drenthe                          | Elisa Balsamo          | 2e                     |                        |
| 17 mars                | 7                      | Italie                 | Trofeo Alfredo Binda-Comune di Cittiglio | Elisa Balsamo          | 1re                    |                        |
| 21 mars                | 8                      | Belgique               | Classic Bruges-La Panne                  | Elisa Balsamo          | 1re                    |                        |
| 24 mars                | 9                      | Belgique               | Gand-Wevelgem                            | Elisa Balsamo          | 2e                     |                        |
| 31 mars                | 10                     | Belgique               | Tour des Flandres                        | Elisa Longo Borghini   | 1re                    |                        |
| 6 avr.                 | 11                     | France                 | Paris-Roubaix                            | Elisa Balsamo          | 2e                     |                        |
| 14 avr.                | 12                     | Pays-Bas               | Amstel Gold Race                         | Elisa Longo Borghini   | 5e                     |                        |
| 17 avr.                | 13                     | Belgique               | Flèche wallonne                          | Elisa Longo Borghini   | 3e                     |                        |
| 21 avr.                | 14                     | Belgique               | Liège-Bastogne-Liège                     | Elisa Longo Borghini   | 2e                     |                        |
| 28 avr. – 5 mai        | 15                     | Espagne                | Tour d'Espagne                           | Elisa Longo Borghini   | 3e                     |                        |
| 10 – 12 mai            | 16                     | Espagne                | Tour du Pays basque                      | Shirin van Anrooij     | 13e                    |                        |
| 16 – 19 mai            | 17                     | Espagne                | Tour de Burgos                           | Shirin van Anrooij     | 5e                     |                        |
| 24 – 26 mai            | 18                     | Royaume-Uni            | RideLondon-Classique                     | Clara Copponi          | 5e                     |                        |
| 6 – 9 juin             | 19                     | Royaume-Uni            | Tour de Grande-Bretagne                  | -                      | -                      |                        |
| 15 – 18 juin           | 20                     | Suisse                 | Tour de Suisse                           | Elisa Longo Borghini   | 3e                     |                        |
| 7 – 14 juill.          | 21                     | Italie                 | Tour d'Italie                            | Elisa Longo Borghini   | 1re                    |                        |
| 12 – 18 août           | 22                     | France                 | Tour de France Femmes                    | Gaia Realini           | 5e                     |                        |
| 24 août                | 23                     | France                 | Grand Prix de Plouay                     | Elisa Balsamo          | 4e                     |                        |
| 6 – 8 sept.            | 24                     | Suisse                 | Tour de Romandie                         | Gaia Realini           | 3e                     |                        |
| 8 – 13 oct.            | 25                     | Pays-Bas               | Simac Ladies Tour                        | Ellen van Dijk         | 5e                     |                        |
| 15 – 17 oct.           | 26                     | Chine                  | Tour de l'île de Chongming               | -                      | -                      |                        |
| 20 oct.                | 27                     | Chine                  | Tour du Guangxi                          | -                      | -                      |                        |

Elisa Longo Borghini est troisième du classement individuel et Elisa Balsamo cinquième. Lidl-Trek est deuxième du classement par équipes.

#### Grands tours
| Grand tour            | Tour d'Espagne            | Tour d'Italie                    | Tour de France         |
| --------------------- | ------------------------- | -------------------------------- | ---------------------- |
| Coureuse (classement) | Elisa Longo Borghini (3e) | Elisa Longo Borghini (Vainqueur) | Gaia Realini (5e)      |
| Accessits             | 1 étape                   | 1 étape                          | Classement par équipes |

## Classement mondial
| Classement UCI | Classement UCI            | Classement UCI | Classement UCI |
| Coureuse       | Coureuse                  | Pays           | Points         |
| -------------- | ------------------------- | -------------- | -------------- |
| 3e             | Elisa Longo Borghini      | Italie         | 4798.8 pts     |
| 6e             | Elisa Balsamo             | Italie         | 2741 pts       |
| 18e            | Shirin van Anrooij        | Pays-Bas       | 1533 pts       |
| 22e            | Gaia Realini              | Italie         | 1366.8 pts     |
| 68e            | Ellen van Dijk            | Pays-Bas       | 670.1 pts      |
| 69e            | Brodie Chapman            | Australie      | 648.1 pts      |
| 71e            | Lucinda Brand             | Pays-Bas       | 642 pts        |
| 92e            | Clara Copponi             | France         | 472 pts        |
| 98e            | Amanda Spratt             | Australie      | 447.1 pts      |
| 128e           | Lizzie Deignan            | Royaume-Uni    | 325.1 pts      |
| 137e           | Lauretta Hanson           | Australie      | 297 pts        |
| 208e           | Fleur Moors               | Belgique       | 198 pts        |
| 282e           | Ava Holmgren              | Canada         | 131.3 pts      |
| 318e           | Elynor Bäckstedt          | Royaume-Uni    | 114.1 pts      |
| 370e           | Ilaria Sanguineti         | Italie         | 97 pts         |
| 509e           | Isabella Holmgren         | Canada         | 64 pts         |
| 636e           | Lisa Klein                | Allemagne      | 43.3 pts       |
| 1005e          | Felicity Wilson-Haffenden | Australie      | 15 pts         |

Lidl-Trek est deuxième du classement par équipes.